# Fruit Ninja
Fruit Ninja (ook bekend als Fruit Ninja HD op de iPad en Fruit Ninja THD voor Nvidia Tegra 2 Android-apparaten) is een videospel ontwikkeld door Halfbrick Studios in Brisbane (Australië). Het werd uitgebracht op 21 april 2010 voor de iPod touch en iPhone-apparaten, op 12 juli 2010 voor de iPad en op 17 september 2010 voor Android OS-apparaten. Voor Windows Phone werd het spel op 22 december 2010 uitgebracht. In maart 2011 werden versies voor Samsungs Bada en Nokia's Symbian uitgebracht. Fruit Ninja Kinect werd uitgebracht voor de Xbox 360 op 10 augustus 2011 en maakt gebruik van Kinect.
In het spel moet de speler in de lucht gegooid fruit doormidden snijden door met de vinger over het touchscreen te gaan of in het geval van de Xbox 360 en Xbox One versie met de armen en benen van de speler. Het spel bevat meerdere speltypen, leaderboards en een multiplayermodus. Inmiddels is er ook een Fruit Ninja 2 versie voor de Xbox One.  

## Platforms
| Jaar | Platform                               |
| ---- | -------------------------------------- |
| 2010 | Android, Windows Phone, iPad, iPhone   |
| 2011 | Symbian, Bada OS, Xbox 360, Nook Color |
| 2012 | Windows 8                              |
| 2013 | PS Vita                                |
| 2015 | Xbox One (Fruit Ninja 2)               |

Een arcadeversie genaamd Fruit Ninja FX bestaat ook.

## Ontvangst
| Beoordeeld door                      | Platform      | Datum             | Score |
| ------------------------------------ | ------------- | ----------------- | ----- |
| App Spy                              | iPhone        | 20 april 2010     | 100%  |
| Slide to Play                        | iPhone        | 17 september 2010 | 100%  |
| Touch Arcade                         | iPhone        | 21 april 2010     | 80%   |
| Pocket Magazine / Pockett Videogames | iPhone        | 28 januari 2013   | 80%   |
| VideoGamer                           | Windows Phone | december 2013     | 75%   |
| VideoGamer                           | iPhone        | december 2013     | 75%   |
| GameZone                             | iPhone        | 29 juni 2010      | 70%   |
| Jeuxvideo.com                        | iPhone        | 16 december 2010  | 70%   |
| Modojo                               | iPhone        | 6 mei 2010        | 60%   |
| Eurogamer.net (GB)                   | iPhone        | 23 april 2010     | 50%   |